# Pasasti bleščavec
Pasasti bleščavec (znanstveno ime Calopteryx splendens) je predstavnik enakokrilih kačjih pastirjev iz družine bleščavcev, razširjen po večjem delu Evrope in proti vzhodu do osrednje Sibirije.

## Opis
Odrasli dosežejo 45 do 48 mm v dolžino, od tega zadek 33 do 41 mm, zadnji krili pa merita 27 do 36 mm. Osnovna obarvanost samcev je kovinsko modra, s temnim pasom prek kril, ki zgleda temnomoder, a je v resnici temnorjav s temnomodrimi žilami. Na spodnji strani konice zadka je t. i. »zadnja luč«, rumenkasta lisa, ki prekriva spodnjo stran 8–10 člena zadka. Samice so kovinsko zelenkaste vključno z vsemi žilami na krilih, a brez temnega pasu.
Temni pas na krilih sega približno od polovice, kjer je na sprednjem robu zažetek (nodus), in v večini primerov skoraj do konice. Velikost pasu je zelo spremenljiva, tako znotraj populacije kot na različnih delih območja razširjenosti. Na tej podlagi so taksonomi v preteklosti opisovali številne podvrste in barvne forme, a je njihov taksonomski status vprašljiv, saj se ta znak spreminja zvezno in ne sovpada z genetskimi razlikami.
Odrasli letajo pozno pomladi in poleti, do začetka septembra.

## Habitat in razširjenost
Razmnožuje se v neosenčenih potokih in rekah s hitrostjo toka manj kot 60 cm/s, zato se ne pojavlja v gozdovih in ob deročih vodotokih. Izkoristi lahko tudi umetno kanalizirane vodotoke in jarke z nekaj pretoka, če ima na voljo dovolj ohranjeno zarast bregov. Omejen je na nadmorsko višino približno 1200 m. Nimfe preferirajo višjo temperaturo vode kot nimfe modrega bleščavca in tolerirajo večjo stopnjo evtrofikacije.
Pasasti bleščavec je razširjen in zelo pogost po večini Evrope od obal Atlantskega oceana, razen Iberskega polotoka in skrajnega severa. Na Iberskem polotoku ga nadomesti sorodna vrsta Calopteryx xanthostoma. Proti vzhodu sega razširjenost vse do Bajkalskega jezera v osrednji Sibiriji, odsoten je le v sušnih nižavjih Srednje Azije, namesto tega tam poseljuje višje lege. Na jugu sega območje razširjenosti do gorovja Zagros v Iranu. V Sloveniji je splošno razširjen na račun človeka, naravni vodotoki so običajno preveč zaraščeni zanj. Tako je tipičen prebivalec kulturne krajine, v alpskem in predalpskem svetu pa je bistveno redkejši.